# دياه بيتالوكا سيتارسمي
دياه بيتالوكا سيتارسمي أو سيترا راشمي (1340–1357)، كانت أميرة مملكة سوندا ومملكة جالوه المتحدتين في جاوة الغربية. وفقًا لـ باراراتون أو كتاب الملوك ، كان من المفترض أن تتزوج هيام وروك، الملك الشاب الجديد لماجاباهيت الذي كان لديه رغبة كبيرة في أن يتخذها ملكة له.  ومع ذلك، في المأساة المعروفة باسم حادثة بوبات، انتحرت. بعدما قام قائد قائد مملكة ماجاباهيت باستغلال حدث الزواج ويجعله رمز لخضوع مملكة سوندا وجالوه لحكم ماجاباهيت مما تسبب مناوشات ومعركة ملحمية بين المملكتين انتهت بقتل الأسرة المالكة لمملكة سوندا وجالوه
تتصفها الروايات الشعبية بأنها امرأة شابة ذات جمال استثنائي.